# توحيد المعايير

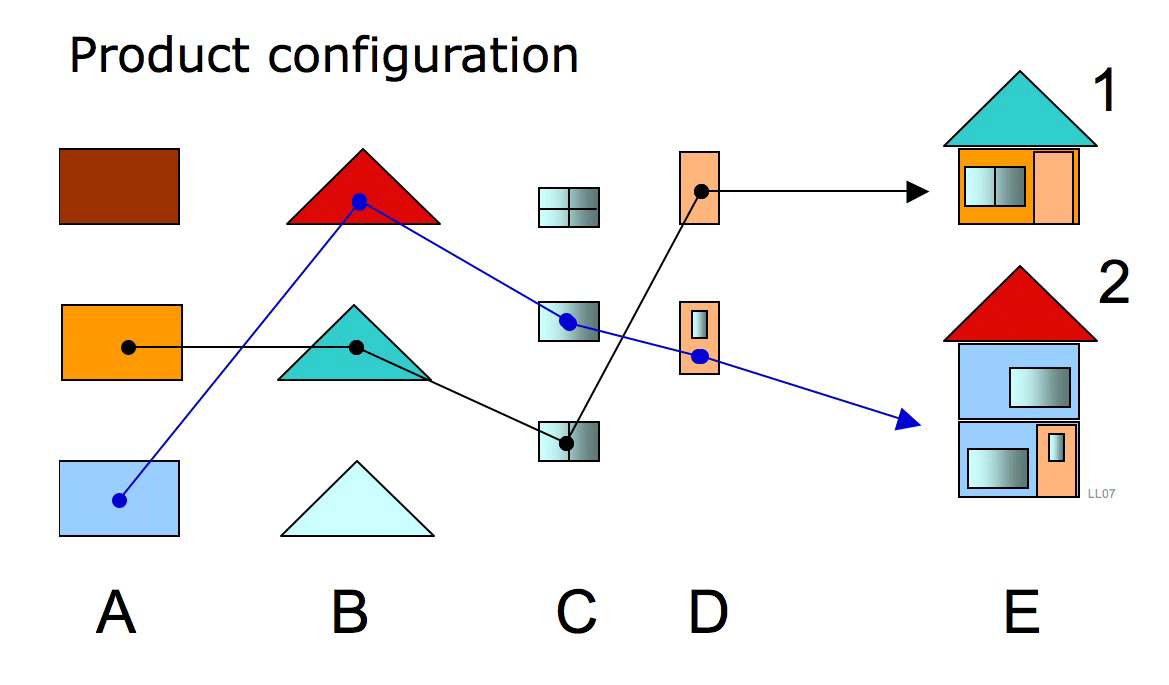

يشير مصطلح توحيد المعايير إلى عملية تطوير المعايير الفنية وتطبيقها.
تساعد أهداف توحيد المعايير في استقلال الموردين بالجملة (التسليع)، التوافق، العمل البيني، الأمن، قابلية التكرار، أو الجودة.
في العلوم الاجتماعية، بما فيها علم الاقتصاد، تقترب فكرة توحيد المعاييرمن حل مشكلة التنسيق،؛ وهي الوضع الذي يمكن فيه لكل الأطراف تحقيق مكاسب مشتركة ولكن فقط عن طريق اتخاذ قرارات بالتنسيق المتبادل بينهم. يُعرّف توحيد المعايير بأنه أفضل تطبيق فني قائم على حكمة التراضي بين الأطراف ويشمل جميع عمليات الانتقاء المستخدمة في تحديد الاختيارات المناسبة من أجل إقرارها مصحوبًا باتخاذ قرارات متوافقة للحفاظ على المعايير التي تم الوصول إليها. تتضمن هذه الرؤية «عمليات توحيد المعايير التلقائية» للوصول إلى المعايير الواقعية.

## الاستخدام
يشير مصطلح توحيد المعايير إلى عملية وضع معيار فني من الممكن أن يكون مواصفة قياسية أو طريقة اختبار معيارية، أو تعريفقياسي أو إجراء معياري. ويعني توحيد المعايير أن هناك مواصفة أو وحدة أو تعليمات قياسية أو أي شيء آخر يكون مفهومًا على نطاق عالمي.
ولا يعني وجود معايير منشورة أنها بالضرورة مفيدة أو صحيحة. ولا يعني ختم أي سلعة برقم معياري فقط أن هذه السلعة صالحة لاستخدام معين. لذا، فإن من يستخدمون السلعة أو الخدمة (المهندسون، أو النقابات التجارية، إلخ.) أو من يقومون بتحديدها (قوانين البناء، والحكومة، ومجال الصناعة، الخ.) يتحملون مسؤولية مراعاة المعايير المتاحة، وتحديد المعيار المناسب، وفرض الامتثال له، واستخدام السلعة بطريقة صحيحة للتحقق من الملاءمة يعد عنصرًا ضروريًا.
تطبق آلية توحيد المعايير بشكلٍ موسع حينما تقوم الشركات بطرح منتجات أو برامج جديدة في السوق. ويعد التوافق عنصرًا هامًا لنجاح المنتجات، حيث تحتوي الكثير من الأجهزة الصادرة على ناقل متسلسل عام (USB)، أو إيثرنت، أو أنواع قياسية أخرى من أنواع الاتصال. وهذا الأمر يتيح للمستهلكين استخدام سلعهم الجديدة مع ما يمتلكونه بالفعل.
من خلال استخدام توحيد المعايير، يمكن للمجموعات المنوعة التواصل بسهولة من خلال اتباع الإرشادات المحددة، وذلك للحفاظ على موطن التركيز. ولقد استحدث هذا الأسلوب من أجل تسهيل العمليات والمهام؛ ولذلك فإنه يرتبط ارتباطًا وثيقًا بـ التصنيع الضعيف.
في سياق النقد الاجتماعي والعلوم الاجتماعية، غالبًا ما يشير توحيد المعايير إلى عملية وضع المعايير المختلفة وتحسين الكفاءة في التعامل مع الناس وتفاعلاتهم، وحالاتهم، إلخ ومن أمثلته إضفاء الطابع الرسمي على الإجراءات القضائية في المحاكم، ووضع معايير موحدة من أجل تشخيص الأمراض العقلية. وبهذا المعنى، فإنه غالبًا ما تتم مناقشة مصطلح توحيد المعايير جنبًا إلى جنب مع (أو بالترادف مع) التغيرات الاجتماعية واسعة النطاق مثل التحديث، والبيروقراطية، والتجنيس، ومركزية المجتمع.
في سياق تبادل المعلومات التجارية، يشير مصطلح توحيد المعايير إلى عملية وضع معايير لتبادل البيانات في معاملات تجارية محددة باستخدام جمل محددة. وعادةً يتم تطوير هذه المعايير في هيئات المعايير التوافقية الطوعية، مثل مركز الأمم المتحدة لتيسير التجارة/التجارة الإلكترونية (UN/CEFACT)، ورابطة الشبكة العالمية (W3C)، و جمعية الاتصالات السلكية واللاسلكية (TIA)، ومنظمة النهوض بمعايير المعلومات المهيكلة (OASIS).
في سياق خدمة العملاء، يشير مصطلح توحيد المعايير إلى عملية وضع معيار دولي يتيح للمنظمات تركيز اهتمامهم على توفير التميز في خدمة العملاء، بينما في الوقت نفسه يُعترف بالنجاح من خلال مؤسسة خارجية، مثل المعهد البريطاني للمعايير (BSI). تم وضع المعيار الدولي لخدمة العملاء (TICSS) من قِبل المعهد الدولي لخدمة العملاء (TICSI) بهدف جعله حجر الأساس لمعايير خدمة العملاء الدولية. ويتميز هذا المعيار بأنه معيار مستقل يديرهالمعهد الدولي لخدمة العملاء.
يمكن للمعايير أن تكون:
- معايير واقعية مما يعني أنه يتم اتباعها باتفاق غير رسمي أو بسبب الاستخدام السائد.
- المعايير الشرعية والتي هي جزء من عقود ملزمة قانونًا، أو قوانين أو لوائح تنظيمية.
- المعايير الطوعية هي التي تكون منشورة ومتاحة للأشخاص من أجل النظر في استخدامها.

بشكل عام، لكل بلد أو اقتصاد هيئة وطنية واحدة للمعايير (NSB) يكون معترفًا بها. على سبيل المثال المنظمة البرازيلية الوطنية للمعايير (ABNT)، والجمعية الإسبانية العامة للمواصفات والتصديق (AENOR)، وهيئة توحيد المعايير الفرنسية (AFNOR)، والمعهد الوطني الأمريكي للمعايير (ANSI)، والمعهد البريطاني للمعايير (BSI)، وDGN، والمعهد الألماني للتوحيد القياسي (DIN)، والمعهد الأرجنتيني للتوحيد القياسي والتصديق (IRAM)، ورابطة المعايير الصناعية اليابانية (JISC)، والوكالة الكورية للتكنولوجيا والمواصفات (KATS)، ومكتب جنوب إفريقيا للمعايير (SABS)، وجمعية التوحيد القياسي الصينية (SAC)، والمجلس الكندي للمعايير، (SCC) ومعهد المعايير السويدي (SIS)، وSNZ. في الغالب تكون الهيئة الوطنية للمعايير هي العضو الوحيد من اقتصاد هذه الدولة في المنظمة الدولية للمعايير (أيزو).
قد تكون الهيئات الوطنية للمعايير منظمات قطاع عام أو خاص، أو مزيج من الاثنين. على سبيل المثال، الهيئات الوطنية الثلاثة في كندا، والمكسيك، والولايات المتحدة هي على التوالي المجلس الكندي للمعايير (SCC)، والمكتب العام للمعايير (DGN)، والمعهد القومي الأمريكي للمعايير (ANSI). المجلس الكندي للمعايير هو مؤسسة حكومية كندية، والمكتب المكسيكي العام للمعايير هو وكالة حكومية تتبع الوزارة المكسيكية للاقتصاد، والمعهد القومي الأمريكي للمعايير والجمعية الإسبانية العامة للمواصفات والتصديق هي منظمات غير ربحية تخضع أعمالها للقانون منظمة 501 مع أعضاء من القطاعين الخاص والعام. إن العوامل المحددة لما إذا كانت الهيئة الوطنية للمعايير في اقتصاد دولة معينة تابعة للقطاع العام أو الخاص قد تتضمن الأدوار التاريخية والتقليدية التي يلعبها القطاع الخاص في المصالح العامة في هذا الاقتصاد، أو المرحلة التنموية لهذا الاقتصاد.
يُستخدم حاليًا العديد من المواصفات التي تحكم تشغيل وتفاعل الأجهزة والبرامج على الإنترنت. وللحفاظ على كلمة «المعيار» كنطاق للهيئات الغير متأثرة نسبيًا مثل المنظمة الدولية للمعايير (أيزو)، يقوم اتحاد شبكة الويب العالمية (W3C) بنشر «توصيات»، كما تقوم اللجنة الخاصة لنظام الإنترنت (IETF) بنشر طلب تعليقات (RFC). ويشار أحيانًا إلى هذه المنشورات على أنها معايير. ولكن ينبغي ألا يتم التعامل مع المسودات والوثائق الجاري العمل عليها باعتبارها معايير رسمية منشورة.
في أي سياق عسكري، يمكن تعريف توحيد المعايير بأنه:
وضع وتطبيق المفاهيم، والمبادئ، والإجراءات والتصميمات للوصول إلى الدرجات المرغوبة من التوافق، أو قابلية التبادل أو التماثل والحفاظ عليها في المجالات العملية، والإجرائية، والمادية، والتقنية، والإدارية لتحقيق قابلية التشغيل البيني.
ملحوظة:، هناك على الأقل أربعة أنواع من توحيد المعايير وهي: التوافق، وقابلية التبادل، والتماثل والمرجعية. فعمليات توحيد المعايير هذه تساعد في التوصل إلى معايير للتوافق، والتشابه، والقياس، والرمزية. كذلك، فإن توحيد المعايير في سياق إدارة التوريدات والمواد يتضمن أن أي عنصر ليس له استخدام في الشركة، يجب ألا يُشترى أو يُصنع. كما أن إجراء التصنيع أو الشراء يحدد عملية توحيد المعايير، فأينما أمكن استخدام البراغي، فإنه ينبغي استبدال المسامير بالبراغي، وفي النهاية تعد هذه مقاربة معيارية.

## التقنيات
هناك عادة أربع تقنيات مختلفة لتوحيد المعايير
- تبسيط الإجراءات أو الرقابة
- التقنين
- الهندسة القيمية
- مراقبة العمليات الإحصائية

## الأهمية التاريخية للمعايير
أصبحت المعايير في غاية الأهمية أثناء الثورة الصناعية حيث ظهرت الحاجة إلى صنع الأجزاء القابلة للتبادل. وتتضمن بعض المعايير المهمة تاريخيًا:
- تم توحيد معايير أحجام البراغي والمسامير والصواميل ومسامير التثبيت الملولبة بناءً على عمل جوزيف وايتوورث. عُرف هذا بمعيار وايت وورث البريطاني، ولكن تم استبداله بمعايير أخرى في أواخر القرن التاسع عشر.
- تم توحيد معايير مقياس السكك الحديدية حتى تستطيع عربات القطارات والجرارات أن تعمل على قضبان مختلف شركات السكك الحديدية. فقبل توحيد المعايير، كان من الضروري أن يتم إفراغ وإعادة تحميل الشحنة عند كل تغيير في السكة.
- أحجام المواسير
- تم توحيد مقاييس الأحذية بواسطة مخرطة بلانشارد للأنماط التي كان يمكنها إنتاج نسخ شبه متماثلة من القواعد الخشبية الخاصة بتشكيل وتعليق الأحذية. ولقد أتاحت هذه القواعد القياسية للمصنعين إمكانية صنع أحذية ذات مقاييس معيارية.
- تم تحديد معايير حجم قاعدة المسمار وأبعاد خيط المصباح الكهربائي بواسطة توماس إديسون (Thomas Edison).
- التردد والفولطية الكهربائية
- معايير الأسلاك والأجهزة الكهربائية

## استعمالات أخرى
- يشير مصطلح توحيد المعايير في علم الإحصاء إلى التحويل إلى النتائج المعيارية.
- يشير مصطلح توحيد المعايير في نظرية الاختبار إلى القياسات أو التقييمات التي تم إجراؤها تحت شروط دقيقة محددة وقابلة للإعادة.
- يشير مصطلح توحيد المعايير في إدارة سلسلة الإمداد إلى الأساليب المتبعة لزيادة نسبة التماثل والتطابق لأىٍ من القطع، أو العمليات، أو المنتجات أو الشراء. وسيسمح هذا التغيير بتأخير اتخاذ قرارات التصنيع أو الشراء؛ مما يقلل من نسبة التباين الموجودة في العديد من المكونات غير القياسية.
- من منظور الاقتصاديات المؤسسية الجديدة، تبدأ عملية توحيد المعايير بمشكلة اجتماعية تعرف باسم «معضلة التنسيق». إذ يتم استخدام المعايير «كقواعد طوعية» لتسهيل حل معضلات التنسيق وتحقيق مكاسب مشتركة; ومن ثمّ يشير المعيار إلى نوع من أنواع حل المعضلة الاجتماعية.
- في التسويق الدولي، يشير مصطلح توحيد المعايير إلى إستراتيجية عالمية أو إقليمية للمنتجات التي تحقق الاستفادة من العوامل المشتركة في احتياجات المستهلك عبر البلاد، وتمرير التكلفة الموفرة إلى المستهلك من خلال تخفيض الأسعار؛ وبذلك تتبع اتجاهًا خاصًا بالمنتجات لتحقيق تكاليف أقل عن طريق الإنتاج الشامل.[1]

## الأنواع
أنواع عملية توحيد المعايير:
- الظهور كـ معيار واقعي: أو تقليد، والسيطرة على الأسواق، إلخ.
- تم تحريره بواسطة منظمة المعايير:
  - في عملية إجماع مغلقة: من خلال عضوية محدودة وفي كثير من الأحيان توجد إجراءات رسمية لعملية التصويت بين الأعضاء المصوتين.
  - في عملية إجماع كاملة: في الغالب تكون مفتوحة لكل الأطراف المهتمة والمؤهلة، وباتباع الإجراءات الرسمية لاعتبارات متعلقة بالعمليات.
- مكتوبة بواسطة هيئة حكومية أو تنظيمية
- مكتوبة بواسطة شركة، أو اتحاد، أو رابطة تجارية، إلخ.